# Bourtie House

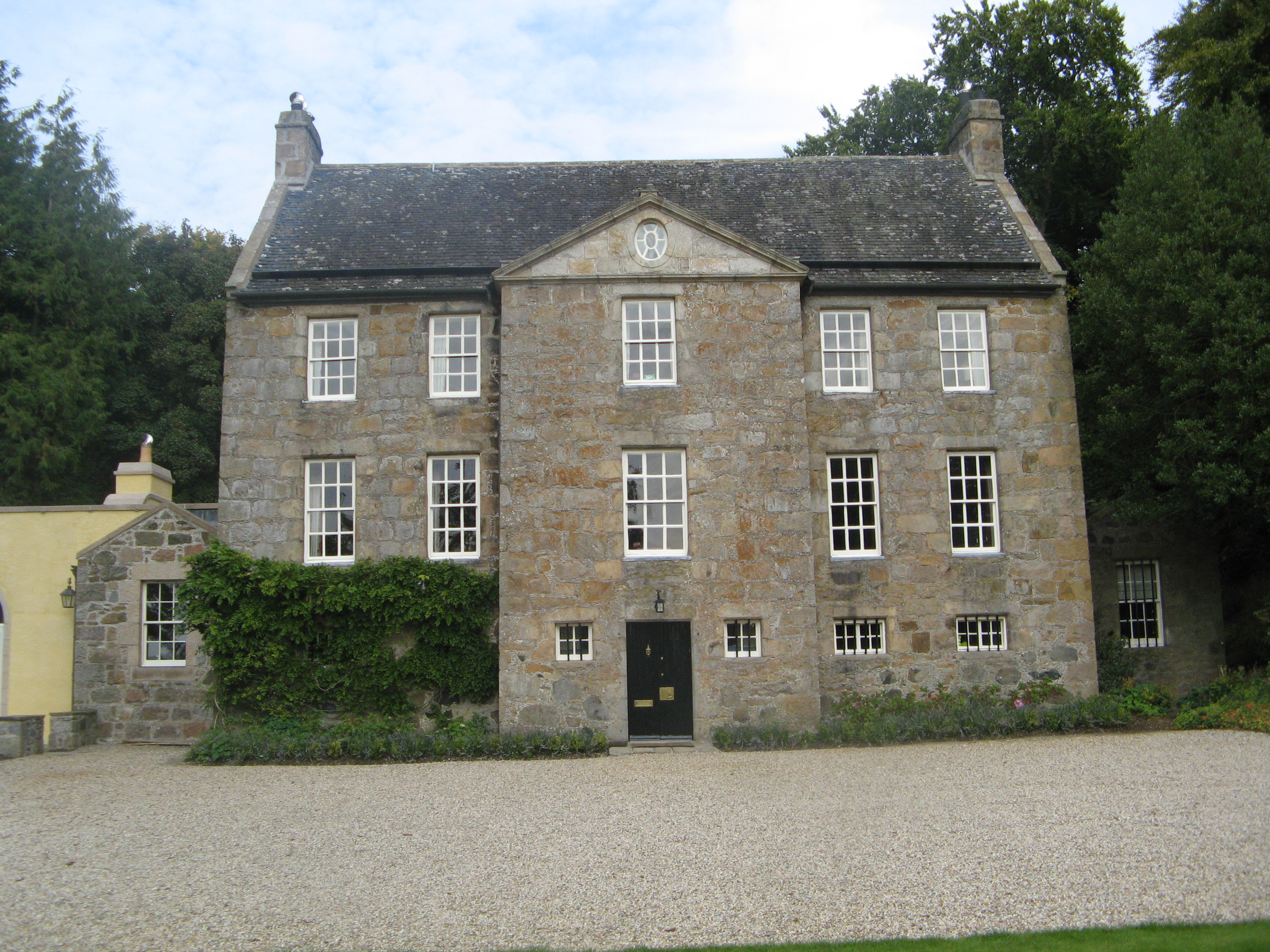
Bourtie House

Bourtie House ist ein Herrenhaus nahe der schottischen Ortschaft Inverurie in der Council Area Aberdeenshire. 1971 wurde das Bauwerk in die schottischen Denkmallisten in der höchsten Denkmalkategorie A aufgenommen.

## Geschichte
Das Herrenhaus wurde im Jahre 1754 von dem lokalen Laird Patrick Anderson und seiner Ehefrau Elizabeth Ogilvie errichtet. Für einen Lairdsitz wird es als außergewöhnlich hochwertig beschrieben. Im Jahre 1884 wurde Bourtie House harmonisch erweitert, woraus sein heutiger H-förmiger Grundriss resultiert. Der Innenraum liegt ungewöhnlicherweise weitgehend unverändert vor.

## Beschreibung
Bourtie House steht isoliert rund 2,5 Kilometer nördlich von Inverurie. Das dreistöckige Herrenhaus wies ursprünglich einen T-förmigen Grundriss auf. Durch Ergänzung eines querliegenden Flügels an der Rückseite entstand der heutige H-förmige Grundriss. Die südexponierte Hauptfassade ist fünf Achsen weit. Es tritt ein Mittelrisalit heraus, der eine Achse weit ist. Er schließt mit einem Dreiecksgiebel mit ovalem Fenster im Tympanum. Während entlang der Hauptfassade grob zu Quadern behauener Bruchstein zu einem Schichtenmauerwerk verbaut wurde, ist das Mauerwerk des restlichen Gebäudes schlichter gearbeitet.